# Vincent P. Bryan

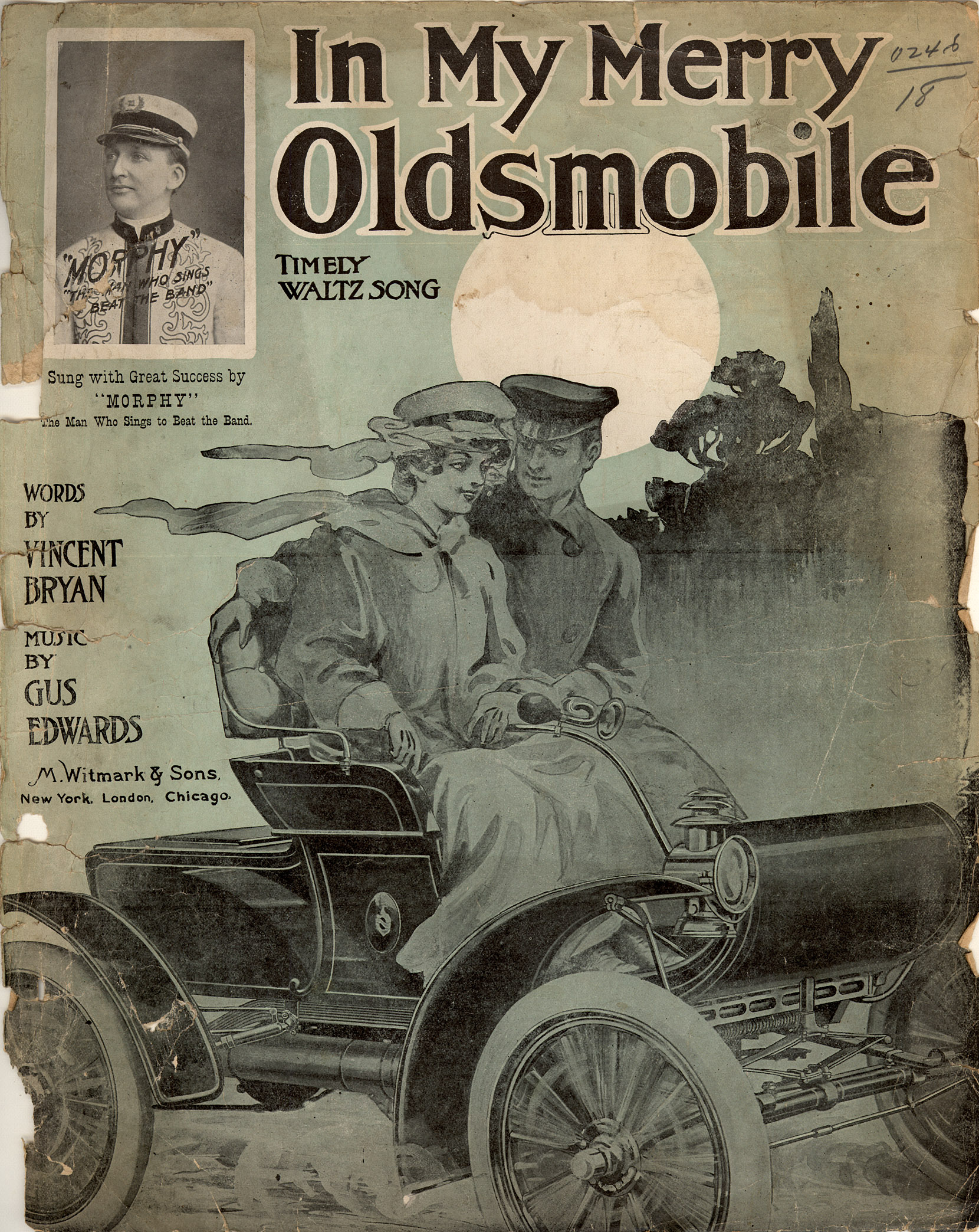
In My Merry Oldsmobile songbook com um automóvel Oldsmobile Curved Dash

Vincent Patrick Bryan (22 de junho de 1878 – 27 de abril de 1937) foi um compositor e letrista norte-americano.

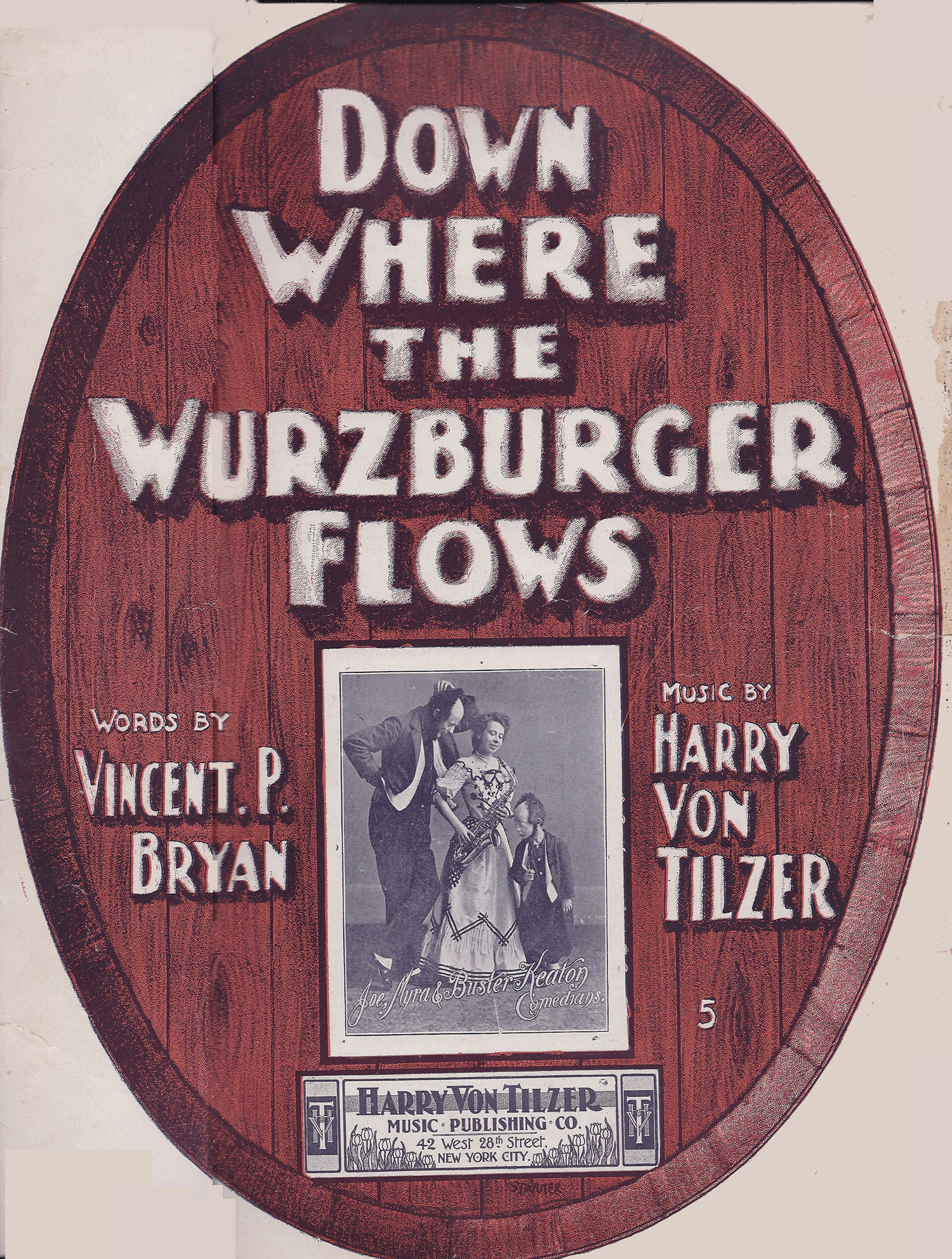
Vincent P. Bryan
Down Where The Wurzburger Flows

Na produção do musical The Wizard of Oz, ele foi chamado para apresentar novas canções em numerosas revisões.
- com Theodore F. Morse
  - Nautical Nonsense (Hurrah for Baffin's Bay!) (Scarecrow e Tin Woodman)

- com J.B. Mullen
  - Down on the Brandywine (Trixie Tryfle e Pastoria)
  - 'Twas Enough to Make a Perfect Lady Mad (Cynthia Cynch)
  - Under a Panama (Dorothy Gale)
  - The Nightmare (Scarecrow e Tin Woodman)

- com Charles A. Zimmermann
  - Marching Thro' Georgia (Scarecrow e Tin Woodman)
  - Sitting Bull (Scarecrow)
  - Football (Scarecrow e Tin Woodman)
  - Marching Through Port Arthur (Scarecrow e Tin Woodman)

- com Leo Edwards
  - The Tale of the Monkey (Cynthia Cynch)
  - My Own Girl (Sir Dashemoff Daily)

Juntamente com Hal Roach, dirigiu três filmes de Harold Lloyd, em 1919: He Leads, Others Follow, Soft Money e Pay Your Dues. Um vício em heroína prematuramente terminou sua promissora carreira no cinema.
Bryan nasceu em São João da Terra Nova e faleceu em Los Angeles, Califórnia.